# Avatar (película)
Avatar (comercializada como Avatar de James Cameron) es una película épica de ciencia ficción militar y animación estadounidense de 2009,
escrita, producida y dirigida por James Cameron y protagonizada por Sam Worthington, Zoe Saldaña, Sigourney Weaver, Stephen Lang y Michelle Rodriguez.
Está ambientada en el año 2154 y los acontecimientos que se narran en la historia Pandora, una luna (y aparentemente la más grande) de un planeta similar a Júpiter llamado Polifemo, habitada por una especie humanoide llamada na’vi, con la que los humanos se encuentran en conflicto debido a que uno de sus clanes está asentado alrededor de un gigantesco árbol que cubre una inmensa veta de un mineral muy cotizado y que supondría la solución a los problemas energéticos de la Tierra: el unobtainium.
Jake Sully, un marine que quedó paralítico, es seleccionado para participar en el programa Avatar, un proyecto que transporta la mente de los científicos a unos cuerpos artificiales de na’vi para que la comunicación con los nativos resulte así más sencilla.
Durante esa búsqueda de confianza entre Jake y los na’vi, Jake debe ser aprobado por la tribu y experimenta todas las relaciones con el bosque, la fauna y la flora que tienen los nativos, junto con sus costumbres y su lengua. A pesar del fin científico del proyecto, el coronel Quaritch, quien dirige la defensa de la base humana en Pandora, convence a Jake para que le proporcione información sobre los nativos en caso de que fuera necesario recurrir a la fuerza para que se marchen. En un principio, Jake cumple profesionalmente su misión, pero se enamora de una de las nativas, Neytiri, y se da cuenta de que estos jamás renunciarán a su tierra, haciendo inevitable un conflicto armado; él deberá decidir de qué lado está.
El desarrollo de Avatar comenzó en 1994, cuando Cameron escribió un guion de ochenta hojas para la película.
Se suponía que la filmación tendría lugar después de la finalización de Titanic, para un estreno previsto en 1999,
pero de acuerdo con el director, la tecnología de la época no era apta para la visión de la película.
El trabajo sobre el idioma de los seres extraterrestres de la película comenzó en 2005, y Cameron comenzó a desarrollar el guion y el universo ficticio a principios de 2006.
El presupuesto oficial de Avatar fue de 237 millones de dólares,
aunque algunas estimaciones lo sitúan entre los 280 y los 310 millones, más otros 150 millones dedicados al marketing.
La película hizo uso extensivo de nuevas técnicas de captura de movimiento, y fue lanzada para visualizaciones de manera convencional, proyecciones 3D (usando los formatos RealD 3D, Dolby 3D, XpanD 3D, y IMAX 3D), y proyecciones 4D en algunos cines de Corea del Sur.
La cinematografía estereoscópica se promocionó como un avance en la tecnología cinematográfica.
Avatar se estrenó por primera vez en Londres, Inglaterra, e internacionalmente el 18 de diciembre de 2009, aunque en algunos países se proyectó en fechas distintas, tanto anteriores como posteriores, al estreno internacional. Algunos de ellos fueron Perú, Bélgica, Francia, Indonesia, Jamaica y Egipto, donde pudo ser vista desde el 16 de diciembre, mientras que en Argentina, China e Italia fue estrenada el 1, 2 y 15 de enero de 2010, respectivamente.
En Cuba fue estrenada el 6 de febrero de aquel año. La película obtuvo reseñas positivas, con los críticos elogiando altamente sus efectos visuales.
El día de su estreno Avatar logró una recaudación de aproximadamente 27 millones de dólares,
aumentando esta cifra hasta los 241 millones tras su primer fin de semana en taquilla.
Diecisiete días después de que se estrenara, se convirtió en la película que más rápido ha alcanzado la cifra de mil millones de dólares en recaudación,
y ―transcurridas tres semanas― se situó como la película con mayor recaudación de todos los tiempos, superando así a Titanic (1997), también de James Cameron.
Avatar consiguió superar esa marca en menos de seis semanas, convirtiéndose por entonces en la película más taquillera de la historia del cine (siendo superada por Avengers: Endgame en 2019, aunque recuperaría el trono en 2021 con su lanzamiento en China),
logrando además ser la primera película en sobrepasar la barrera de los 2.000 millones de dólares en recaudación.
En 2010 fue nominada al premio Óscar a la mejor película. Y ganó dicho premio en las categorías de mejores efectos visuales, mejor dirección artística y mejor fotografía. Ganó tres Globos de Oro (premios concedidos por la asociación de la prensa extranjera), en 2010, en las categorías de mejor película dramática, mejor director y mejor banda sonora.
La película se reestrenó en Estados Unidos el 27 de agosto de 2010 en salas 3D y IMAX 3D, con algunas escenas inéditas.
El 13 de marzo de 2021 (11 años y 3 meses después de su estreno), la película recuperó el título de la película más taquillera de todos los tiempos, superando a Avengers: Endgame, tras un exitoso reestreno en China.

## Argumento

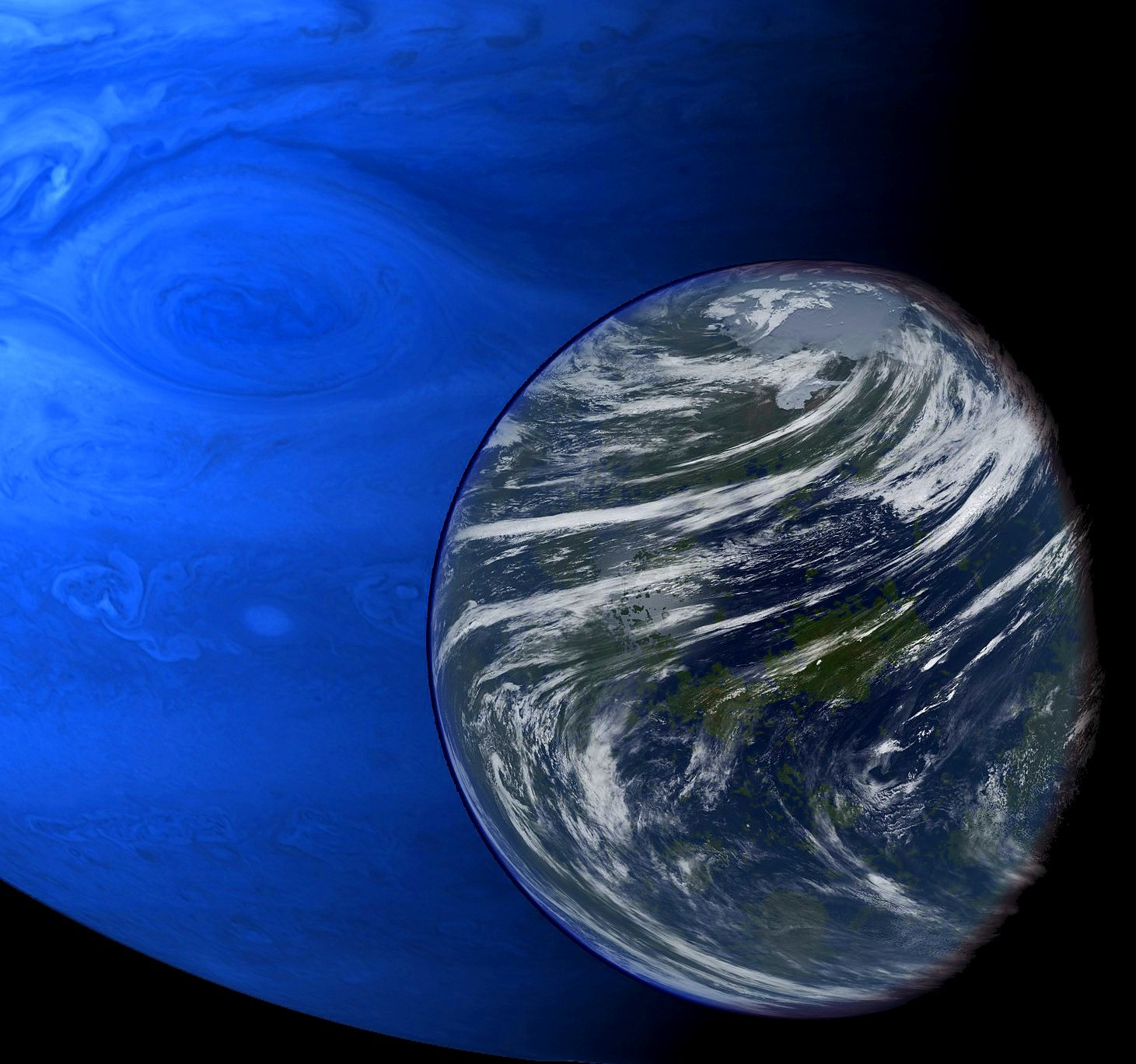
Vista de la luna Pandora

La película se sitúa en el año 2154, donde conocemos a un joven llamado Jake Sully, un marine veterano de guerra y herido en combate que ha quedado parapléjico, es seleccionado para participar en el programa Avatar ocupando el puesto de científico que ocupaba su hermano gemelo recién fallecido e incinerado delante sus propios ojos. De esta forma, Jake es trasladado hasta Pandora, una luna cercana al planeta Polifemo cuya atmósfera es tóxica y letal para los humanos (debido a su alta concentración de ácido sulfhídrico) y que además de albergar una asombrosa biodiversidad, está habitada por los na’vi, una raza o especie humanoide de piel azul, con algunos rasgos felinos y huesos reforzados de forma natural con fibra de carbono.
Los humanos se encuentran en conflicto con los nativos del clan omaticaya, debido a que están asentados alrededor de un gigantesco árbol, conocido por ellos como Árbol Madre, que cubre una inmensa veta de un mineral muy cotizado: el unobtainium. La existencia de dicho mineral ha llevado a una empresa privada a crear un proyecto de explotación de recursos minerales, dirigido por Parker Selfridge en lo civil y por el coronel Miles Quaritch en lo militar.
Las mentes de Jake y de unos científicos liderados por la doctora Grace Augustine, cuyos únicos intereses están en la cultura de los omaticaya y en el estudio de la luna, son trasladadas a los cuerpos artificiales de unos na’vi creados genéticamente (avatares) mientras ellos permanecen inconscientes en cabinas de enlace. De esta forma, la comunicación con los nativos resultaría más sencilla y así podrían convencerlos pacíficamente de que abandonen el Árbol Madre. Por su parte, el coronel Quaritch convence a Jake para que le proporcione información sobre los nativos en caso de que fuera necesario recurrir a la fuerza para que se marchen, y él como recompensa le promete que podrá recuperar el uso de sus piernas inválidas.
Jake, Grace y el doctor Norm Spellman son llevados a la selva de Pandora por la piloto Trudy Chacón. Mientras los doctores examinan la vegetación, Jake es perseguido por una bestia y, como resultado, cae a un río y se pierde. Mientras intenta orientarse y buscar la forma de volver a la base, este último es espiado de cerca entre la vegetación por Neytiri, la princesa del clan Omaticaya, la cual considera a Jake como un intruso y una amenaza a su clan, donde rápidamente la na’vi intenta dispararle con su arco y matarlo de una vez por todas, sin embargo en el último segundo, una semilla del Árbol de las Almas, un árbol sumamente sagrado para los na’vi, se posa en la punta de su flecha, lo que a su vez Neytiri interpreta como una señal de los espíritus y decide dejarlo vivir por el momento y seguirlo de cerca. Al caer la noche, Jake es atacado por una manada de animales silvestres de Pandora, pero antes de que estos puedan acabar con el joven marine, Neytiri se aparece sorpresivamente y lo rescata de estas criaturas, posteriormente la na’vi está intentado decidir qué hacer con Jake, pero en ese instante decenas de semillas del Árbol de las Almas se posan en él, lo que a su vez Neytiri decide llevarlo con los suyos. Los Omaticaya, liderados por Eytukan, el padre de Neytiri, no se fían de Jake, ya que han tenido malas experiencias en otras ocasiones con la «gente del cielo» que quería aprender de ellos, pero Mo’at, la líder espiritual y madre de Neytiri, nota algo especial en el marine y acepta que se quede para aprender a ser un na’vi bajo la enseñanza de su hija para disgusto de ella.
Mientras aprende a ser un na’vi, Jake informa periódicamente a Quaritch sobre cómo destruir el Árbol Madre. Pasan las semanas, y Jake aprende a cazar, correr y saltar entre los árboles como uno más del clan (algo que había olvidado sentir después del incidente de sus piernas de su cuerpo original), incluso es capaz de domar a un Ikran, una criatura alada que cada miembro del clan debe domesticar durante su aprendizaje. Jake pasa cada vez más tiempo con los na’vi, maravillándose por su cultura y sus capacidades y además al pasar tanto tiempo juntos, él y Neytiri se enamoran. Como resultado, se involucra emocionalmente y empieza a olvidar su misión e incluso su vida como humano y deja de informar a Quaritch. Por otro lado, Grace también es aceptada por los Omaticaya con la ayuda de Jake. Cuando solo falta un día para la ceremonia en la que Jake se convertirá definitivamente en parte del clan, Quaritch le comunica que su misión ha acabado y que puede regresar a la Tierra para que lo curen de su discapacidad. Sin embargo, él le pide que lo deje estar en la ceremonia, diciéndole que si se convierte en uno de ellos podrá convencer a los Omaticaya de que se vayan pacíficamente. Tras la ceremonia, Neytiri lleva a Jake al Árbol de las Voces, donde le muestra la conexión que pueden tener con Eywa, su deidad. En ese lugar, Jake y Neytiri se sinceran sobre sus sentimientos y se unen como pareja.
A la mañana siguiente, los humanos comienzan a talar el bosque, destruyendo el Árbol de las Voces. Jake trata de impedirlo, pero al hacerlo lo identifican y Quaritch, furioso por lo que hizo desconecta a Jake y a Grace de sus cabinas y les dice que destruirá el Árbol Madre en una hora, esté el clan o no. De vuelta a su avatar, Jake les cuenta a todos los miembros del clan la verdad e intenta convencerlos de que se vayan. Los omaticaya, sintiéndose traicionados, deciden quedarse y resistir el ataque de los humanos, y atan a Jake y Grace. Ni siquiera Neytiri perdona a Jake. Como la hora se ha cumplido, Quaritch y sus hombres comienzan a derribar el Árbol Madre. En medio del desastre, Mo'at libera a Jake y Grace para que puedan ayudarlos a escapar. Ambos hacen lo que pueden para proteger al clan, pero muchos na’vi resultan heridos y Eytukan muere. Tras destruir el Árbol Madre, Quaritch vuelve a desconectar a Jake y Grace, encarcelándolos esta vez junto al doctor Norm, que intentó ayudarlos. Los Omaticaya se marchan de su destruido hogar, llevándose el avatar inconsciente de Grace, pero abandonando allí el de Jake.
La piloto Trudy Chacón consigue liberar a Jake, Grace y Norm y los lleva hasta otra unidad de cabinas de enlace para que vuelvan a sus avatares y ayuden a los na’vi. Durante la huida, el coronel los descubre y los intenta detener disparando con su rifle pero por fortuna logran escapar de la base, sin embargo en el trayecto descubren que Grace esta herida en el costado por los disparos de Quaritch. Una vez a salvo, Jake reflexiona sobre qué hacer para que los Omaticaya vuelvan a confiar en él y se propone montar a la bestia alada que conocen como Toruk. Según una historia que le contó Neytiri, esta es la criatura más peligrosa de Pandora y quien pueda domarla sería reconocido como Toruk-Macto, un líder de todos los diferentes clanes (incluyendo los Omaticaya) y traería la paz a los na’vi. Tras lograr su objetivo, Jake se dirige al Árbol de las Almas, y los Omaticaya, al verlo cabalgar a lomo del Toruk, lo perdonan y respetan de nuevo. Neytiri se reconcilia con Jake, diciéndole "Te veo", la máxima expresión de afecto y respeto entre los na’vi. Incluso Tsu'tey, el nuevo líder del clan Omaticaya, con quien Jake tenía hasta ese momento una fuerte rivalidad, lo acepta como uno más del clan y deja de lado sus diferencias con el. Entonces Jake les pide su ayuda para curar a Grace, quien esta herida mortalmente en el costado por los disparos que recibió previamente. Entonces inician un ritual para trasladar la mente de la moribunda Grace humana a su avatar, completamente sano. No obstante no creen poder hacer mucho para ayudarla, ya que está muy débil, entonces los Omaticaya inician el ritual para traspasar la conciencia de Grace que al principio parecía que lo lograban, pero la doctora no pudo resistir más tiempo y muere, aunque le aclaran que su mente ha pasado a formar parte de la naturaleza de Pandora. Muy enfurecido por lo que hizo Quaritch, Jake exhorta a los Omaticaya a que lo acompañen para reunir a los otros clanes na’vi y atacar al ejército de los humanos. Quaritch, al enterarse de lo que planean los na’vi, decide contraatacar y destruir el Árbol de las Almas. Poco antes del enfrentamiento, Jake le ruega a Eywa que los ayude en esta guerra, pero Neytiri le dice que La Gran Madre nunca toma partido en una guerra y solo mantiene el equilibrio de la vida.
Los na’vi, ayudados por Norm en su avatar y Trudy en su helicóptero, tratan de combatir a los militares humanos, pero a pesar de la superioridad numérica, no pueden hacer casi nada contra su armamento. Trudy, Tsu'tey y el avatar de Norm (que resultó herido), al igual que cientos de na’vi, mueren durante la batalla. Sin embargo, cuando todo parece perdido, Eywa, quien milagrosamente había escuchado las plegarias de Jake, envía a todas las criaturas de Pandora a atacar a los humanos, mientras Jake consigue destruir las dos naves principales. Los na’vi logran la victoria, pero el coronel Quaritch, lejos de rendirse y aceptar la derrota se infiltra en el bosque, protegido por una colosal armadura (el AMP Suit), llega hasta el lugar donde se encuentra el Jake humano con la intención de matarlo. Pero antes de que pueda dispararle con su arma, Neytiri se aparece sorpresivamente en el lomo de un Thanator y empieza a atacarlo, pero Quaritch consigue matar a la bestia dejando a Neytiri atrapada bajo su cadáver. Poco después Jake llega a la escena y le argumenta al coronel que la guerra se acabó, sin embargo el coronel no está dispuesto a aceptar la derrota, entonces Jake y Quaritch comienzan a luchar a muerte. En la lucha, Jake rompe el parabrisas de la armadura dejando el torso de Quaritch al descubierto, pero el coronel rompe el cristal del remolque en el que se encontraba el cuerpo humano de Jake, averiando la cabina de enlace y provocando que el aire de ácido sulfhídrico empiece a entrar al interior del remolque. Inmediatamente, el Jake humano se despierta y empieza a ahogarse, pero trata de mantenerse enlazado al Jake Na’vi, que queda inconsciente varias veces, hasta que Quaritch lo atrapa y trata de asesinarlo, sin embargo Neytiri consigue liberarse del cadáver del Thanator y le dispara con su arco al coronel dos flechas en el pecho, antes de que pudiese matar al Jake Na’vi y acaba matándolo en el acto. Tras esto, ella intenta socorrer al inconsciente Jake Na’vi, pero pronto se da cuenta de que el verdadero Jake humano se está muriendo ahogado en la cabina, el cual trataba de alcanzar desesperadamente una de las máscara antigás de emergencia, pero no consigue alcanzarla a tiempo y cae inconsciente en el suelo. Justo en ese momento, Neytiri entra al interior de la cabina, esta observa a Jake tirado en el suelo el cual parecía haber muerto, sin embargo en plena desesperación, Neytiri le coloca en su rostro la máscara antigás en espera que reaccione y afortunadamente Jake consigue recuperar el conocimiento y activa la máscara antes de ahogarse. Posteriormente, Neytiri ve felizmente a Jake tal y como es realmente, por primera vez y le expresa su conocido "Te veo"'.
Finalmente cuando la guerra concluye, Parker Selfridge y el personal militar son desterrados de Pandora, mientras que a Jake (como nuevo líder), Norm y los científicos que estudian la vida en Pandora se les permite quedarse. La película finaliza cuando la mente de Jake es traspasada, mediante el mismo ritual que intentaron con Grace, a su avatar na’vi de forma permanente por el Árbol de las Almas.

## Reparto
- Sam Worthington interpreta al protagonista de la película, Jake Sully, un marine parapléjico que se une al proyecto Avatar para ocupar el puesto que, como científico, ejercía su hermano gemelo recientemente fallecido. Tras ver a numerosos candidatos para el papel en Estados Unidos, Margery Simkin, directora de casting de la película, sugirió a Cameron la posibilidad de ampliar la búsqueda a otros países de habla inglesa como Reino Unido, Irlanda o Australia. Simkin se puso en contacto con Christine King, una directora de casting australiana con la que había trabajado en el pasado, y le pidió que seleccionara a varios candidatos.[34] Worthington fue uno de ellos, aunque en un principio se sintió escéptico debido al secretismo que rodeaba al proyecto, ya que no le contaron nada acerca del guion y quién era el director. Una semana después recibió una llamada para realizar una nueva audición, esta vez con Cameron, quien afirmó que Worthington tenía «todas las cualidades que esperaba para el papel».[35]

- Zoe Saldaña interpreta a Neytiri Omaticaya, una habitante nativa de Pandora que se ve obligada a enseñar a Jake las costumbres de los na’vi. Simkin destacó de la actriz su «combinación de delicadeza y audacia», además de «cierta fiereza y su buen físico» como algo esencial a la hora de escogerla para el papel. Los realizadores se convencieron de su elección tras efectuar una prueba de pantalla entre Worthington y Saldana y ver que la química entre ambos funcionaba.[35] Sin embargo, y con el fin de compensar los riesgos que suponía financiar un proyecto tan caro, Fox pidió que el papel de Jake fuera interpretado por una «gran estrella». Entonces Cameron ofreció el papel a los actores Matt Damon y Jake Gyllenhaal, pero ambos lo rechazaron.[36] Con el fin de convencer a los estudios de su elección, el cineasta realizó en diciembre una prueba de pantalla con sus dos protagonistas y, tras verla, Fox aceptó y dio luz verde al proyecto.[35]

- Stephen Lang interpreta al Coronel Miles Quaritch, comandante militar del proyecto y encargado de la seguridad de la base. Lang había hecho una audición para el papel de Cameron en Aliens, que no lo obtuvo, pero el director recordó al actor y lo eligió para Avatar.[37]

- Sigourney Weaver interpreta a la Dra. Grace Augustine, una astrobióloga y directora del proyecto Avatar que sirve como mentora de Jake y que defiende las relaciones pacíficas entre humanos y na’vi. Cameron descartó en un principio que la actriz trabajara en Avatar, pues ya había participado en otra de sus películas de ciencia ficción, Aliens (1986), cuya trama también trata el encuentro de humanos con una especie alienígena y creía que el público podría verlas muy similares. No obstante, cambió de idea y rebautizó al personaje, que en un principio se llamaba Grace Shipley en referencia a Ellen Ripley, a quien Weaver interpretaba en Aliens.[35] La actriz, que se tiñó de pelirroja para el papel,[38] declaró que la doctora Grace Augustine le recordó al propio James Cameron, al ser «muy tenaz e idealista».[39]

- Michelle Rodriguez aparece como Trudy Chacón, una piloto de helicópteros que lleva dos años formando parte del cuerpo de militares asentado en Pandora y que acaba convirtiéndose en una renegada al ayudar a los na’vi en la lucha por conservar sus tierras.[40] Cameron había querido trabajar con la actriz desde que la vio en la película Girlfight (2000).[37]

También forman parte del reparto principal los actores Giovanni Ribisi, quien interpreta a Selfridge, un personaje del tipo pasivo-agresivo que está a cargo de la misión y toma decisiones bajo la presión de los militares; Joel Moore en el papel de Norm Spellman, un antropólogo del proyecto Avatar que estudia las plantas, la naturaleza y la vida de Pandora; Matt Gerald como el cabo Lyle Wainfleet; y Laz Alonso como Tsu'tey, sucesor del jefe de la tribu.

### Doblaje al español
| Doblaje                  | Doblaje             | Doblaje             |
| Voz original (en inglés) | Voz en español      | Voz en español      |
| Voz original (en inglés) | España              | Hispanoamérica      |
| ------------------------ | ------------------- | ------------------- |
| Sam Worthington          | Daniel García       | Idzi Dutkiewicz     |
| Zoe Saldaña              | Marta Barbará       | Jessica Ortiz       |
| Stephen Lang             | Camilo García       | José Lavat          |
| Sigourney Weaver         | María Luisa Solá    | Rebeca Manríquez    |
| Michelle Rodriguez       | Esther Solans       | Dulce Guerrero      |
| Joel Moore               | Manuel Gimeno       | Luis Daniel Ramírez |
| Giovanni Ribisi          | José Javier Serrano | José Antonio Macías |
| CCH Pounder              | Alba Sola           | Laura Torres        |
| Laz Alonso               | Rafael Luis Calvo   | Enrique Cervantes   |

## Producción

### Guion
James Cameron escribió un scriptment
de ochenta páginas sobre Avatar en 1994 y según sus propias palabras lo hizo en tan solo dos semanas.
Esta primera versión de la historia estaba protagonizada por Josh Sully, en vez de Jake Sully, aunque todas las ideas principales del guion definitivo ya aparecían.
En agosto de 1996, Cameron anunció que después de terminar el rodaje de Titanic tenía intención de filmar Avatar, donde quería emplear actores sintéticos o imágenes generadas por computadora. Su intención era que el proyecto costara cien millones de dólares y que hubiera al menos seis personajes diferentes «que parecieran reales, pero no existieran en el mundo real». La empresa de efectos especiales Digital Domain, con la que Cameron está asociado, comenzó a trabajar en el proyecto, cuya producción se supone que debía empezar en el verano de 1997 para que la película pudiera estrenarse en 1999. No obstante, y según las propias palabras del cineasta, la tecnología de la época no estaba lo suficientemente avanzada como para realizar su visión de la película y decidió concentrarse en la realización de varios documentales y en el perfeccionamiento de la tecnología para los próximos años.
En junio de 2005 Cameron confirmó que estaba trabajando en dos películas, Battle Angel y Project 880, y en diciembre del mismo año anunció que tenía previsto filmar la primera a mediados de 2007 y estrenar la segunda en 2009. En febrero de 2006 dijo que había cambiado sus planes, de forma que Project 880 se estrenaría en 2007 y Battle Angel en 2009. Poco después indicó que posiblemente el estreno de Project 880 se atrasaría hasta 2008. Finalmente Cameron reveló que Project 880 era en realidad «una versión remasterizada de Avatar», una película que ya había tratado años atrás. El cineasta eligió Avatar frente a Battle Angel después de haber realizado una prueba de cámara durante cinco días.
El guion inicial de Avatar, que Cameron realizó tiempo atrás, estuvo varios años circulando por Internet, pero fue eliminado de todos los sitios web cuando el proyecto se reanudó. Entre enero y abril de 2006, Cameron trabajó en el guion y desarrolló la cultura na’vi. El idioma de la raza alienígena fue creado por el doctor Paul Frommer, lingüista y director del Centro de Gestión de Comunicación de la Universidad del Sur de California, formando alrededor de mil palabras, de las cuales una treintena fueron inventadas por el propio Cameron. Los fonemas de la lengua incluyen consonantes ejecutivas (así como «kx» en skxawng) que fueron encontradas en el idioma amhárico de Etiopía y la inicial «ng», que Cameron podría haber tomado del maorí, hablado en Nueva Zelanda.

### Temas e inspiración

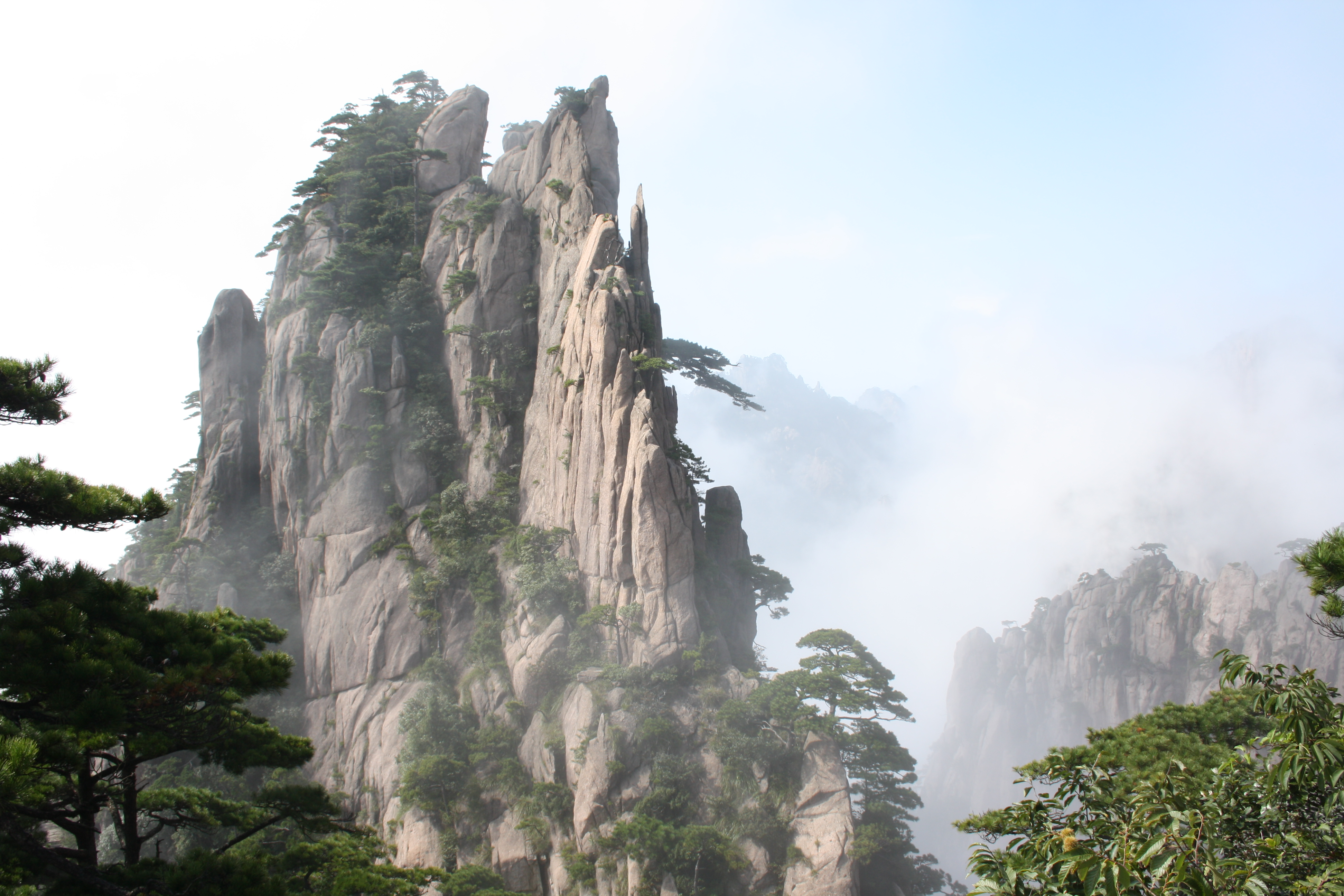
Vista de los Montes Huang, en China, similares a las montañas del ficticio satélite Pandora.

Como relato clásico de aventuras fantásticas, Avatar funciona en varios niveles, desde la fábula ecológica y las redes sociales hasta el mito del Héroe, referencias religiosas y demás.
En Avatar se muestra el imperialismo y la biodiversidad.
En su momento, James Cameron señaló que su principal inspiración fue «todos y cada uno de los libros de ciencia ficción que leí cuando era niño» y especialmente se esforzó en plasmar el estilo de la saga literaria John Carter, del escritor estadounidense Edgar Rice Burroughs.
El cineasta ha explicado que Avatar comparte temas con At Play in the Fields of the Lord, The Emerald Forest y La princesa Mononoke, que presentan enfrentamientos entre culturas y civilizaciones. También reconoce la conexión existente con Dances with Wolves, donde un soldado que se encontraba hundido se ve representado en la cultura tribal contra la que luchaba inicialmente.
Sin embargo, ha dejado sin responder las acusaciones de plagio que se han presentado contra él en relación con la novela de Poul Anderson: Call Me Joe.
Por su parte, el estudioso de la ciencia ficción, Gary Westfahl, ha señalado que la historia de ciencia ficción que más se parece a Avatar es la novela de Ursula Le Guin El nombre del mundo es Bosque (1972), una epopeya sobre una benévola raza de seres alienígenas que habitan densos bosques y viven en armonía con naturaleza hasta que son atacados y masacrados por soldados humanos invasores.
Otra de las novelas en que se encuentra una clara inspiración es Camelot 30K, de Robert L. Forward.

### Música
James Horner fue el encargado de componer la banda sonora de la película, siendo esta su tercera colaboración con James Cameron tras Aliens y Titanic.
En marzo de 2008, Horner grabó partes de la partitura con un pequeño coro cantando en el idioma de los na’vi.
También trabajó con Wanda Bryant, una etnomusicóloga, para crear una cultura musical para los na’vi.
Horner también se encargó de componer y producir el tema principal de la película, «I See You», junto a Kuk Harrella y Simon Franglen; con este último ya había trabajado antes en «My Heart Will Go On», también el tema principal de otra de las películas de James Cameron, Titanic.
«I See You» fue interpretado por la cantante Leona Lewis, quien lo grabó tras haber sido invitada al rodaje de Avatar. El video musical fue dirigido por Jake Nava.
Las islas flotantes se inspiran probablemente en los paisajes del Bosque de Piedras de Shilin.

## Tecnología utilizada
Más de tres mil efectos especiales, sofisticados métodos de captura de movimiento y nuevas cámaras de visión estereoscópica dieron como resultado la película Avatar. Imágenes virtuales y reales se fusionan para crear un mundo fantástico en cuyas tres dimensiones se sumerge el espectador.

### Ilusión y realidad
Avatar contiene miles de efectos especiales y, aproximadamente, un 60% de animación gráfica generada por ordenador y un 40% de acción real.
En 2007 se inició con el rodaje principal de los actores reales, usando el sistema de cámaras Fusion 3D. Posteriormente, se pasó al proceso de generación de imágenes por ordenador.
Para la creación de la colonia de humanos de Pandora, los diseñadores de producción fotografiaron, filmaron y midieron cada una de las dependencias de una plataforma de perforación en el Golfo de México, que posteriormente fueron reproducidas por ordenador de forma fotorrealista.
La empresa Stan Winston Studios fue la encargada del diseño artístico de los na’vi, los personajes de Avatar.

### Atrapar el movimiento
El movimiento tan natural de los personajes es conseguido gracias a la captura de movimiento. Esta técnica, también denominada Motion Capture o Mo Cap,
consiste en el almacenamiento de movimientos digitalmente a partir de un conjunto de hardware y software que consiguen digitalizar el movimiento de las personas y de esta maneras poder reproducir estos mismos a través de una serie de marcadores, que de la misma manera que la cámara estereoscópica virtual 3D, se colocan a lo largo del cuerpo de la persona. De esta manera, después de realizar los movimientos el software los traduce en información y reconstruye los movimientos de la persona de forma virtual.
Tiene aplicaciones médicas, científicas, militares y deportivas, así como aplicaciones enfocadas al mundo de los videojuegos. En el cine se utiliza para dar movimientos naturales y realistas, como si de una persona real se tratase, a personajes de animación. Los actores efectúan los movimientos vestidos con trajes especiales con pequeños puntos reflectantes led, con una longitud de onda cercana a la luz infrarroja gracias a las cuales se registran esos movimientos en un ordenador. Además, gracias a las, más o menos, 140 cámaras digitales distribuidas por el estudio, tanto en las paredes como en los techos, fue posible registrar el movimiento de los actores y transformarlos en datos que posteriormente el sistema será capaz de transformarlos en un registro 3D de la escena completa, lo cual nos permite obtener como resultado, escenas digitales mucho más realistas. 
En una sesión de Mo Cap, uno o más actores son muestreados muchas veces por segundo. Se captan solamente sus movimientos, no su apariencia visual. Estos datos son trasladados a un modelo de animación que ejecutará las mismas acciones que las realizadas por el actor.

### Atrapar las emociones
Pero en Avatar no solo se ha capturado el movimiento de los actores, sino que se ha capturado también su interpretación, es decir las expresiones faciales (facial capture) con una gran precisión. Esta captación se consigue mediante la colocación de puntos para hacer un registro de sus expresiones
y la colocación de una pequeña cámara digital con una lente gran angular y fijada en un casco ubicada a centímetros de su rostro que consigue atrapar las emociones expresadas por el rostro de la persona y posteriormente recrearlas sobre el personaje virtual, de la misma manera que sucede con el Motion Capture.
También es importante hacer referencia a la técnica de reemplazo de funciones faciales. Este sistema es utilizado cuando el cineasta necesita o bien reemplazar el diálogo del actor o bien tiene que agregar una nueva línea. El problema que sucedía en numerosas ocasiones es que con estos cambios los labios no siempre se correspondían con el sonido y a veces era necesario recurrir a trucos para intentar solucionarlo, como tomas desde la parte de atrás de la cabeza o planos donde no se viesen los labios. Cameron diseñó un modo de insertar una nueva captura facial de diálogo sobre un personaje existente.

### Cámaras

#### Visión estereoscópica
La película Avatar fue concebida desde el principio para su visión estereoscópica.
Cameron, antes de llevar a cabo su proyecto, ya había ideado y pensando una cámara digital 3D de alta definición que se pudiese llevar al hombro y se pudiese usar como una cámara normal. Junto con Vince Pace, creó la cámara a la cual otorgaría el nombre de Reality Camera System, que consistía en utilizar, inicialmente, dos cámaras Sony HDC-F950 que filmaban la misma escena pero independientemente la una de la otra.
Cameron ya utilizó este sistema en 2003 para el documental “Ghosts of the Abyss” para cines IMAX 3D.
La Reality Camera System, también denominado sistema de Simul Cam, capta los movimientos de la cámara cinematográfica y posteriormente hace coincidir su posición real con la cámara virtual. Así, conseguimos que la cámara virtual tenga la misma visión de la perspectiva que la cámara real.
Con este sistema Cameron consiguió ponerse la cámara en el hombro, como si de una cámara normal se tratase y, de este modo podía ver todos los escenarios y personajes digitales que había imaginado y creado, a través del visor o monitor de su cámara, gracias al sistema de previsualización en tiempo real. Los movimientos de esta cámara virtual eran registrados de la misma manera como se registraban los movimientos de los actores. Este sistema de cámaras permitió a Cameron hacer su labor como director: emplazar a sus actores en la locación virtual, marcar sus movimientos dentro del mundo creado digitalmente, ensayar y grabarlos con las cámaras diseñadas.
En pocas palabras, ajustar y dirigir la una puesta en escena virtual a tiempo real como si fuera una acción en vivo.

#### Dos versiones, una misma cámara
Existen dos versiones de las cámaras con las que se rodaron la película. En la primera, las cámaras están dispuestas una al lado de la otra, para obtener las correspondientes imágenes de izquierda a derecha. En la segunda versión, se utiliza un espejo, lo cual produce que las cámaras estén dispuestas perpendicularmente entre sí, de forma que una toma la imagen a través del espejo y la otra capta la imagen reflejada. El propósito de esta segunda versión, es resolver el problema de la dificultad de aproximar físicamente dos cámaras a unos pocos milímetros, lo cual se necesita para poder tomar planos estereoscópicos a corta distancia.
Otra característica destacable de estas cámaras, es el uso de convergencia dinámica.
Nuestros ojos convergen cuando miran un objeto y estas cámaras se mueven del mismo modo. Así, el punto de convergencia de las lentes coincide con el punto donde la imagen está enfocada, el punto de interés de la imagen.

### Procesadores y servidores
La película de Avatar fue desarrollada con 40000 procesadores y 104 Terabytes de RAM en más de 4000 servidores con GNU/Linux.
La empresa encargada de todo este trabajo es Weta Digital, una compañía con sede en Wellington, Nueva Zelanda y que ya había trabajado con los principales estudios encargados de producciones tales como El Señor de los Anillos, Yo Robot, Eragon y King Kong.
Weta Digital construyó un gran Data Center, necesario para desarrollar los efectos especiales. Este Data Center está compuesto por 4.352 servidores HP Proliant BL2x220c G5 Blade con GNU/Linux. Todos los servidores se encuentran conectados mediante fibra óptica a un sistema de almacenamiento de 3 Petabytes de BluArc y NettApp.
Durante el desarrollo de Avatar, el Data Center funcionó las 24 horas del día, realizando entre 1,3 y 1,4 millones de tareas y procesando 7 u 8 Gigabytes de datos por segundo.
Cada frame de la película fue de 12 Megabytes, es decir, que para cada segundo de la película se utilizaron 288 MB, que es igual a 17,8 GB por minuto.

## Marketing

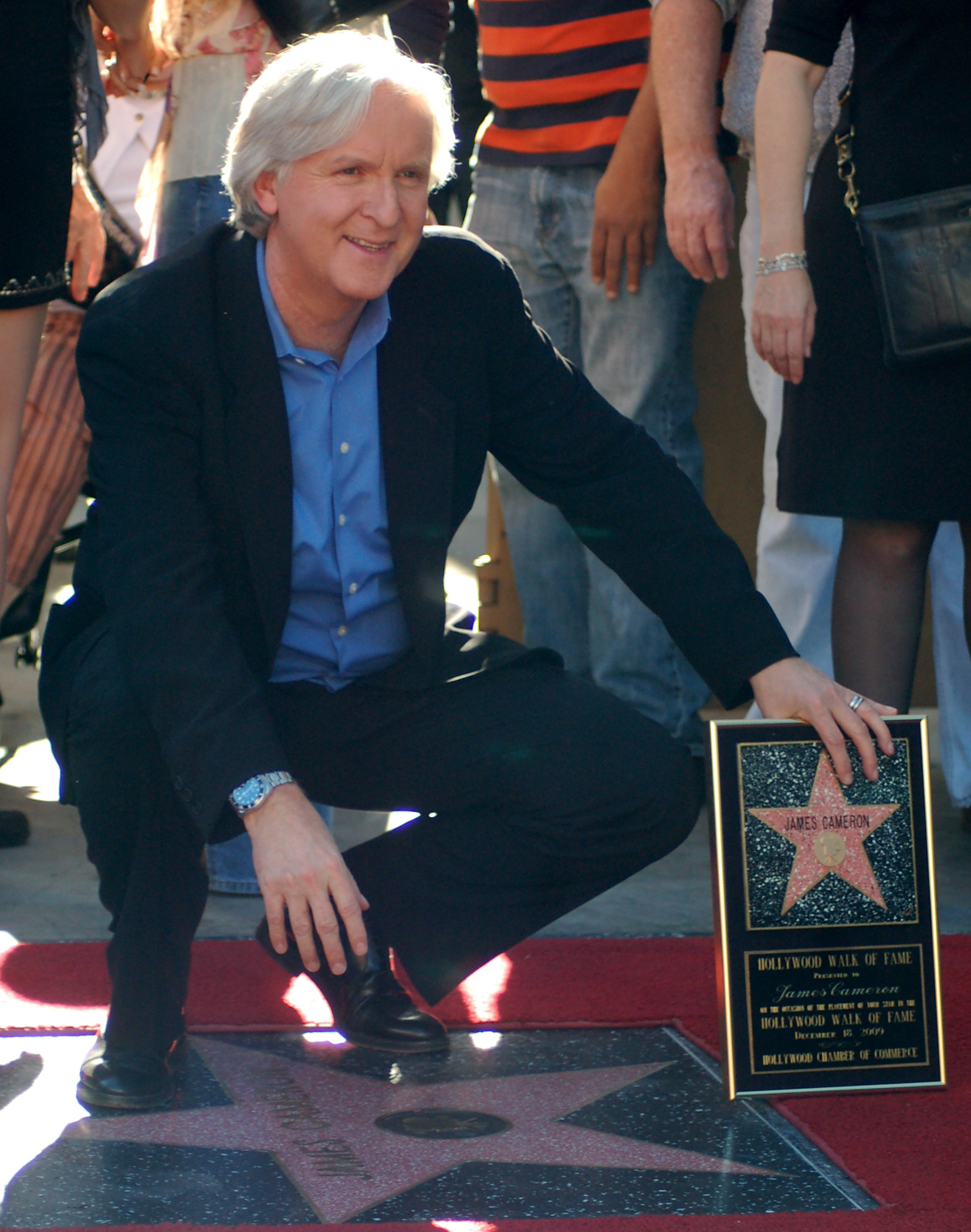
James Cameron, director, guionista y productor de Avatar.

James Cameron optó por Ubisoft para crear un videojuego de la película Avatar, programado originalmente para el lanzamiento en mayo de 2009:
James Cameron's Avatar: El videojuego (en español).

### Avance
Cabe destacar el éxito del avance -así como el teaser trailer- de la película que, según los medios digitales especializados, batió todas las marcas superando los 4 millones de descargas en su primer día en línea (según la propia Fox) y siendo el más descargado de la historia de sitios web como, por ejemplo, el de Apple Trailers.

Para el mismo se recurrió, como en otras ocasiones ha ocurrido -por ejemplo en El Señor de los Anillos: las dos torres y Requiem for a Tower-, a una composición musical de varios temas de distintas producciones. En este caso se utilizaron parcialmente tres temas, uno de ellos -el primero- de la película de Michael Bay, La isla, en concreto «My Name Is Lincoln» de Steve Jablonsky, además de «Akkadian Empire» y «Guardians at the Gate» de Audiomachine.

## Estreno
Avatar iba a ser estrenada originalmente el 22 de mayo de 2009,
pero 20th Century Fox aplazó la fecha para dar más tiempo a la posproducción y para que los cines de todo el mundo pudieran instalar proyectores de películas en 3D.
Finalmente su estreno tuvo lugar en Londres el 10 de diciembre de 2009
y en la mayor parte del mundo entre los días 16 y 18 de ese mismo mes.
La relación de aspecto de la película fue 16:9 (o 1,78:1) para las proyecciones en 3D y 2,39:1 para aquellas en 2D.
Los fotogramas fueron codificados usando JPEG 2000 y 20th Century Fox los envió en discos duros cifrados por AES128 a los cines de todo el mundo. Las versiones en 3D fueron protegidas además mediante la tecnología DRM, por la que cada proyector digital necesita una contraseña para reproducir la película. Esto provocó algunos problemas durante la previsualización de Avatar en Alemania, ya que 20th Century Fox no proporcionó suficientes licencias y varios cines solo pudieron proyectarla en 2D. Finalmente el problema fue solucionado antes del estreno oficial.
Avatar fue estrenada en un total de 3.457 cines en Estados Unidos, de los que 2.032 proyectaron la película en 3D. El 90% de las entradas vendidas de forma anticipada fueron para proyecciones en 3D.
En el resto del mundo, Avatar fue estrenada en un total de 14.604 cines repartidos en 106 países,
de los que 3.671 la proyectaron en 3D.
Un total de 178 salas IMAX de Estados Unidos presentaron la película el mismo día de su estreno oficial en dicho país, el 18 de diciembre, mientras que, en el resto del mundo, otras 83 salas comenzaron a estrenarla dos días antes.
La cifra total de salas IMAX en las que fue estrenada, 261, superó el anterior récord que poseía Harry Potter y el misterio del príncipe con un total de 161 salas en Estados Unidos y 70 en el resto del mundo.
La división de 20th Century Fox en Corea del Sur adaptó y estrenó en dicho país una versión de Avatar en 4D que incluía más de treinta efectos sincronizados con la película, entre ellos el movimiento de los asientos, el olor de los explosivos y el uso de agua, láseres y viento.

## Recepción

### Recaudación
Avatar consiguió recaudar 3 537 000 dólares con las proyecciones emitidas durante la medianoche del día de su estreno en Estados Unidos y Canadá.
En total recaudó 26 752 099 dólares durante el día de su estreno
y 77 025 481 dólares durante su primer fin de semana en Estados Unidos y Canadá, situándose como la tercera película con mejor arranque en la taquilla del mes de diciembre durante su primer fin de semana, solo por detrás de Soy leyenda (77 211 321 dólares),
y de El hobbit: un viaje inesperado, con 84,7 millones, y la 28.ª durante todo el año.
Fox esperaba que esta última cifra fuera superior, aunque la valoró de forma positiva debido a que supuso que el temporal y la nieve que azotaban la Costa Este de los Estados Unidos redujeron el número de espectadores potenciales, en especial en ciudades con gran taquilla como Washington o Nueva York.
En España se situó como la película más vista del fin de semana con una cifra de 7,08 millones de euros, aunque no logró superar a la segunda entrega de la saga Crepúsculo: Luna nueva, que pocas semanas antes había llegado a los 7,8 millones.
Según las cifras ofrecidas por Fox, Avatar alcanzó sus mayores recaudaciones en Rusia (20,8 millones con 1327 salas de cine), Francia (20,3 millones con 1083 salas), Reino Unido (14,1 millones con 1.130 salas), Alemania (13,2 millones con 1128 salas), Australia (11,9 millones con 588 salas) y Corea del Sur (11,4 millones con 860 salas),
consiguiendo una recaudación total de 241 600 000 dólares en todo el mundo durante su primer fin de semana y situándose así en la novena posición de este ranking.
En tan solo 17 días desde su estreno, se situó entre las cinco películas más taquilleras de la historia
batiendo la marca de la película que más rápido ha rebasado los 1000 millones de dólares recaudados, cifra que solo antes había sido superada por Titanic ($1800 millones), El Señor de los Anillos: el retorno del Rey ($1120 millones), Pirates of the Caribbean: Dead Man's Chest ($1066 millones) y The Dark Knight ($1002 millones).
La Fox anunciaba que Avatar se mantenía como la película más taquillera en su tercer fin de semana consecutivo, siendo los ingresos al final de la misma los más altos de una película en Estados Unidos en ese periodo. Una marca que no se había superado desde el 2002 con Spiderman.
Por otra parte, este hecho convierte a Cameron en el único director con dos películas en su haber que han superado la taquilla de 1000 millones de dólares.
Según el sitio web Box Office Mojo, Avatar es la 12° película más taquillera en Estados Unidos y Canadá con precios ajustados por inflación.
El 26 de enero de 2010 Avatar se convirtió oficialmente en la película más taquillera de la historia con recaudaciones mundiales hasta ese día de 1858 millones de dólares, según Box Office Mojo.
El 31 de enero de 2010 Avatar se convierte en la primera película en romper la barrera de 2000 millones de dólares en recaudación.

### Crítica
En parte por la expectación creada para el aspecto técnico-visual,
la crítica especializada recibió la película realmente bien —recibió 4 nominaciones a los Globos de Oro—, y muchos de los medios de Estados Unidos la calificaron con adjetivos como «gloriosa», «épica» o un «espectáculo visual sin precedentes».
| «Gloriosa. [...] Creada para conquistar los corazones, mentes, libros de historia y marcas taquilleras, la película -la más cara de la historia-, es gloriosa, simple y felizmente alocada. [...] (Cameron) no ha cambiado el cine, pero con gente azul y flora rosa ha confirmado que es maravilloso.» Manohla Dargis (The New York Times) | «[...] Los años venideros definirán qué películas pueden lograrlo [la perfección técnico-visual de Avatar]. [...] Destinada a divertir. Lo hará.» Richard Corliss (Time) «"Avatar" de James Cameron, es la película más hermosa que he visto en años.» David Denby (The New Yorker) | «[Cameron] lleva al cine de ciencia-ficción al siglo XXI con la maravilla deslumbrante que es "Avatar". [...] Cada bit de tecnología en 'Avatar' sirve a un propósito aún más grande; a una profunda historia de amor.» Kirk Honeycutt (The Hollywood Reporter) «[...]Extraordinaria[...] Viendo "Avatar," sentí algo parecido a cuando vi "Star Wars" en 1977. [...]no es solo un sensacional entretenimiento, que lo es. Es un avance de la técnica.» Roger Ebert (Chicago Sun-Times) |

Especialistas de otros países aplaudieron los valores narrativos que veían en ella, soslayando la parte técnica y su desarrollo como espectáculo visual. Se ha calificado su trama, su guion o su historia con términos elogiosos, aludiendo a una continuidad histórica con otras obras cumbres del arte occidental, hermanándola con grandes creadores de la historia del Cine Clásico y sus antecesores, como lo expresó el guionista Fernando Regueira sobre el filme.
Se han establecido conexiones con conceptos cristianos o la tradición mística de pueblos primitivos explicada en la obra de Mircea Eliade:

«La esperada y ambiciosa nueva película del director de Titanic vuelve a poner de manifiesto la genialidad de un autor que en toda su carrera aún no ha dado un solo paso en falso. Un relato fantástico y épico que crea un mundo arcaico y mítico a través del cual se mira y analiza, críticamente, la civilización occidental moderna.»
Sebastián Nuñez (Leer Cine)

En cambio, otros sectores de la crítica otorgaron a la película reseñas negativas, indicando por ejemplo falta de imaginación en el guion, comparándola con otras producciones como Dances with Wolves o Pocahontas, señalando previsibilidad en el argumento, o simpleza en los elementos dramáticos.
| «La involución artística. [...] A Cameron se le ha olvidado la historia que quería contar. O no daba para más. [...] Si este es el camino que va a llevar el cine a partir de ahora, que lo paren, que yo me bajo.» Javier Ocaña (El País) | ...se podría pensar que en Avatar la espectacularidad técnica es inversamente proporcional a su elementalidad dramática. Quizá nunca hubo tantos recursos económicos, tanto despliegue material, tanto talento, incluso, al servicio de tan poca sustancia... Los momentos puramente de acción lucen irreprochables, todo lo demás en cambio parece más bien vulgar, pedestre, incluso cursi. Luciano Monteagudo Página/12 Espectáculos, 2010 | [Avatar] no es la película inaugural de nosequé que vaticinaban las crónicas. [...] Es previsible del primer al último plano, y además se presta a disecciones de perogrullo: "Pocahontas" + "Bailando con lobos" en clave sideral, ni más ni menos. 20 minutos - Crítica, 2009 |

En este sentido, Cameron reconoce varias de estas influencias directas cinéfilas en el filme, confirmando sobre todo las referencias a la producción de Kevin Costner
y a The Emerald Forest.
Cameron no ha ocultado en varias ocasiones que sus intenciones eran, según sus palabras, una espectacular cinta de una épica visual sin parangón en el cine actual.

«Lo que vi en la cinta de George Lucas no lo había visto nunca en mi vida. Lo que yo quiero dar al público es una experiencia similar».
James Cameron, entrevista con Luis Martínez para El Mundo

En el sitio web Rotten Tomatoes la película tiene una aprobación de 82%, basada en 330 reseñas, con una puntuación de 7.4/10 y un consenso que dice: "Puede que sea más impresionante a nivel técnico que como pieza narrativa, pero Avatar reafirma el singular don de James Cameron para el cine absorbente e imaginativo", mientras que de parte de la audiencia tiene una aprobación de 82%, basada en más de 1 000 000 votos, con una puntuación de 4.1/5.
En Metacritic la película tiene una calificación de 83 sobre 100, basada en 35 reseñas, indicando "aclamación universal". Las audiencias de CinemaScore le han dado una calificación de "A" en una escala de A+ a F, mientras que en la página IMDb tiene una puntuación de 7.9 basada en más de 800 000 votos.

### Controversias
Avatar ha despertado diversas reacciones y declaraciones desde algunas agrupaciones políticas, sociales y religiosas.
La organización Comunistas de San Petersburgo difundió un comunicado por Internet en el que exigían a la fiscalía rusa que dictara una orden de busca y captura contra el cineasta James Cameron, a quien acusaban de haberse apropiado de diversas ideas de la ciencia ficción soviética para crear toda la vida de la luna Pandora. Además afirmaban que la película formaba parte de un plan organizado por la administración del presidente estadounidense Barack Obama para mejorar la imagen del país en cuestiones medioambientales, ensombrecida durante el mandato de George W. Bush. Junto a todo ello, la secretaria del comité de la región de Kirov, Liubov Kalashnitsina, declaró que «los adolescentes se asustan al ver esas caras azules, fruto de la imaginación enfermiza de Cameron, no pueden dormir por las noches, no descansan y en consecuencia ponen nerviosos a sus padres».
Los distintos medios de comunicación del Vaticano dedicaron una amplia cobertura al análisis de la película, acusándola principalmente de promover el culto a la naturaleza como sustituto de la religión. El periódico L'Osservatore Romano describió el filme como «una superficial parábola antiimperialista y antimilitarista que no tiene verdaderas emociones, emociones humanas» y dijo que «está inundado de un espiritualismo vinculado al culto a la naturaleza». De forma similar, en Radio Vaticano afirmaban que «ingeniosamente le guiña un ojo a todas esas seudo-doctrinas que convierten la ecología en la religión del milenio» y que la película no pasaría a la historia del cine.
Varias asociaciones y medios antitabaco mostraron su malestar hacia Avatar, argumentado principalmente que la aparición de tabaco en la película influye en los adolescentes para que tomen el hábito de fumar.
En una entrevista concedida al periódico The New York Times, Stanton A. Glantz, director del Centro para el Control del Tabaco en la Universidad de California, declaró que era «como si alguien pone un montón de plutonio en el suministro de agua» en referencia a las escenas en las que el personaje interpretado por Sigourney Weaver fuma durante la película. El sitio web Scenesmoking.org, que controla el tabaco que se menciona en el cine, dio a Avatar la calificación de «pulmón negro» por mostrar una representación inaceptable del tabaco. James Cameron respondió a estas declaraciones que en ningún momento había pretendido que el personaje de Weaver fuera un modelo para los adolescentes, pues ella «es grosera, dice palabrotas, bebe, fuma», lo que considera un «hábito asqueroso», y «no se preocupa por el cuerpo humano, solo por su avatar, lo cual es un comentario negativo sobre la gente que en nuestro mundo real vive demasiado en sus avatares, es decir, en línea y en videojuegos».
Tan solo quince días después de su estreno en China, el gobierno del país ordenó la retirada de "Avatar" de la mayoría de sus 4500 pantallas de cine, siendo tan solo 550 las que podrían exhibir la película y todas ellas en 3D. Si bien los motivos no fueron aclarados en un principio, el periódico  Daily Apple  de Hong Kong aseguraba que se debía a que la película acaparaba gran parte del mercado de las películas nacionales debido a sus altos ingresos y a que su trama podría incitar a la revolución y a la violencia a la audiencia. En Internet y en columnas de opinión de otros periódicos chinos, diversos comentaristas hicieron referencia a los ciudadanos del país que habían sufrido brutales desahucios a manos de constructoras y a que esto podría identificarse con la situación que sufren los na’vi en la película, incitándoles a luchar y proteger sus hogares. Poco después, un representante del gobierno chino desmintió estos rumores e indicó que «se retiraba a petición de los dueños de los cines» debido a su descontento por los resultados obtenidos de aquellas copias que no estaban en tres dimensiones.

### Premios y nominaciones

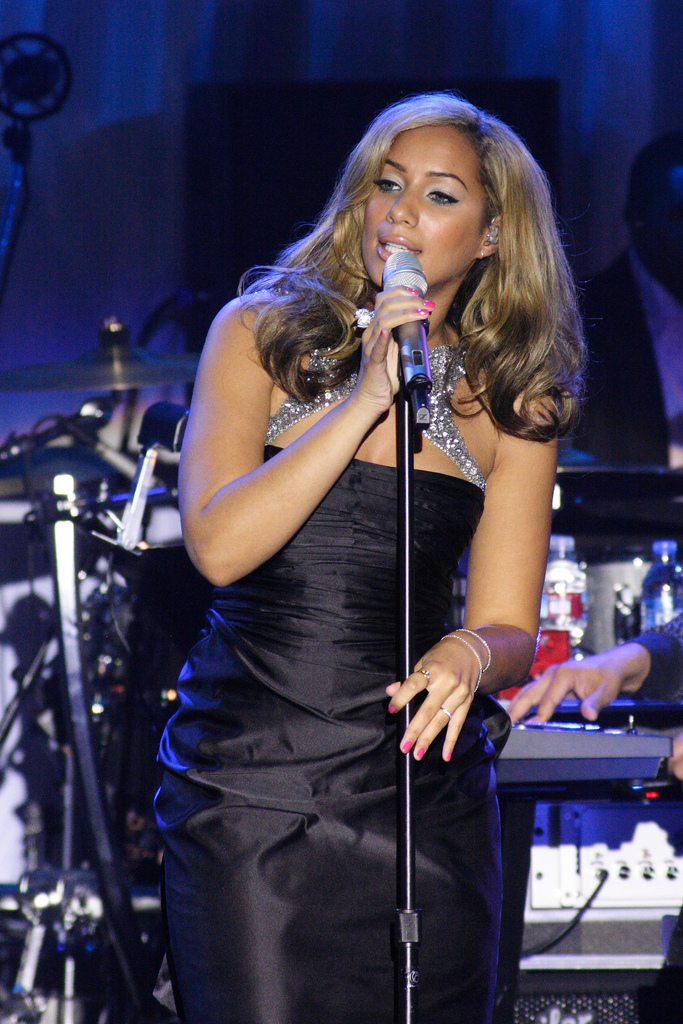
La cantante Leona Lewis interpreta «I See You», tema principal de la película que ha recibido una nominación a los premios Globo de Oro en la categoría de «Mejor canción original».

Avatar recibió cuatro nominaciones en la 67.ª edición de los premios Globo de Oro, gala en la que el propio protagonista de la película, Sam Worthington, fue uno de los presentadores.
Entre las candidaturas se incluían las de «Mejor banda sonora» y «Mejor canción original» por «I See You», interpretada por la cantante Leona Lewis, y las de «Mejor película dramática» y «Mejor director», resultando ganadora en estas dos últimas categorías.
La película optó también a nueve galardones en la 15.ª edición de los premios Critics' Choice otorgados por la Broadcast Film Critics Association,
consiguiendo finalmente el de «Mejor película de acción» y cinco dedicados a los aspectos técnicos: «Mejor fotografía», «Mejor dirección de arte», «Mejor edición», «Mejores efectos visuales» y «Mejor sonido».
La Asociación de críticos online de cine de Nueva York ya había premiado a Avatar como «Mejor película» antes de su estreno,
mientras que el Círculo de críticos de cine de Phoenix le otorgó los premios de «Mejor fotografía», «Mejor montaje», «Mejor diseño de producción» y «Mejores efectos especiales», además de incluirla en su particular lista de las diez mejores películas del año.
A principios de enero de 2010, los distintos gremios cinematográficos de América dieron a conocer las nominaciones a los premios que entregan anualmente. James Cameron fue presentado como candidato al premio DGA, concedido al mejor director del año por el Gremio de directores,
y a los premios WGA, concedidos por el Gremio de escritores, en la categoría de «Mejor guion original».
Del mismo modo, Avatar fue seleccionada como candidata a «Mejor película» en los premios PGA, otorgados por el Gremio de productores.
A mediados de ese mismo mes, la Academia Británica de las Artes Cinematográficas y de la Televisión dio a conocer a aquellos candidatos que optaban a los premios BAFTA en su 63.ª edición, entre ellos a Avatar con ocho nominaciones: «Mejor película», «Mejor director», «Mejor música original», «Mejor fotografía», «Mejor montaje», «Mejor sonido», «Mejor diseño de producción» y «Mejores efectos visuales», de las que finalmente solo recibió estos dos últimos premios.
A principios de febrero del mismo año se anunciaron las nominaciones de la 82.ª edición de los premios Óscar de la Academia de las Artes y las Ciencias Cinematográficas de Hollywood, entre las que Avatar recibió nueve: «Mejor película», «Mejor director», «Mejor montaje», «Mejor banda sonora», «Mejor sonido», «Mejor edición de sonido», «Mejor fotografía», «Mejor dirección de arte» y «Mejores efectos visuales»,
de las que solo estas tres últimas logró proclamarse ganadora.
El certamen monegasco imagina otorgó el Premio Especial en su edición de 2010 a Avatar.

## Secuelas
En una entrevista concedida a Los Angeles Times con motivo del lanzamiento del DVD y Blu-ray de Avatar, James Cameron confirmó que la historia de Avatar: The Way of Water se desarrollaría en los océanos de Pandora.
El anuncio de las tres secuelas de Avatar lo dio la 20th Century Fox en agosto de 2013. James Cameron y la compañía cinematográfica confirmaron a través de un comunicado de prensa que Avatar sería una tetralogía y anunciaron los fichajes de Rick Jaffa, Amanda Silver (ambos guionistas de El origen del planeta de los simios y su secuela), Shane Salerno (Aliens vs Predator 2, Salvajes) y Josh Friedman (La guerra de los mundos) para elaborar junto al director los guiones de las tres películas restantes, lo cual duraría 5 meses trabajando 8 horas diarias, y también que se filmarían simultáneamente como si fueran una gran producción - al estilo de Peter Jackson con El señor de los Anillos - a partir de octubre de 2014.
El lanzamiento se estableció inicialmente en el siguiente orden:
1. Avatar: The Way of Water se estrenaría en diciembre de 2016 y contaría con guion de Cameron y Josh Friedman.
2. Avatar 3 llegaría a los cines en 2017, con la colaboración de Rick Jaffa y Amanda Silver.
3. Avatar 4 vería la luz en 2018, con la participación de Shane Salerno.

Sin embargo, en enero de 2015 James Cameron anunciaba el retraso de Avatar: The Way of Water hasta finales de diciembre de 2017, por lo que las secuelas Avatar 3 y Avatar 4 también se verían retrasadas un año cada una. Adicionalmente confirmaba que el retraso se debía a la complejidad del proyecto ya que su intención era escribir el guion de las tres secuelas para realizar la grabación de las mismas al mismo tiempo.
Estuvo producida por Cameron y Jon Landau a través de su compañía Lightstorm Entertainment. Al igual que la película original, Lightstorm trabajó con Joe Letteri y su equipo de WETA Digital para crear los mundos de las secuelas. Las tres secuelas de Avatar se rodaron en Nueva Zelanda. Esto se logró mediante un acuerdo que, entre otras cosas, contempló el gasto de al menos 412 millones de dólares durante la producción de las películas en este país, incluyendo la mayoría del rodaje y la creación de los efectos visuales.
El 22 de enero de 2016, James Cameron anunció que Avatar: The Way of Water volvía a retrasarse y que no se estrenaría en navidades de 2017. Fox no barajó ninguna fecha concreta para el estreno. Este retraso probablemente se debió al cambio de fecha del estreno de Star Wars: Episodio VIII de mayo a diciembre de ese año.
El 14 de abril de 2016, Cameron anunció en la convención de cine CinemaCon de Las Vegas que Avatar tendría cuatro secuelas con tramas independientes pero que juntas formarían una saga. La primera se estrenaría en la Navidad de 2018, mientras que las tres restantes lo harían en las mismas fechas de los años 2020, 2022 y 2023.
El 10 de marzo de 2017, James Cameron declaró que la secuela de Avatar se retrasaba nuevamente, no estando lista para 2018.
El 22 de abril, 20th Century Fox hizo público el futuro de la saga organizando su calendario de próximos estrenos:
1. Avatar: The Way of Water se estrenaría el 18 de diciembre de 2020.
2. Avatar 3 el 17 de diciembre de 2021.
3. Avatar 4 el 20 de diciembre de 2024.
4. Avatar 5 el 19 de diciembre de 2025.

El 8 de agosto de 2017 se reveló que el Coronel Quaritch volvería y sería el villano en las cuatro secuelas
y el 4 de octubre la incorporación de la actriz Kate Winslet al reparto.
El 14 de noviembre de 2018 James Cameron anunció que el rodaje de las cuatro películas de la saga Avatar había llegado a su fin. El director compartió un video en el que explicaba que el reparto principal ya había completado sus escenas, y que el largo proceso de postproducción daba comienzo.
El 6 de febrero de 2019, Cameron confirmaba en una entrevista al medio ET los títulos que tenía pensados para las cuatro secuelas:
1. Avatar 2 ⇒ Avatar: The Way of Water (Avatar: la senda del agua).
2. Avatar 3 ⇒ Avatar: The Seed Bearer (Avatar: el portador de semillas).
3. Avatar 4 ⇒ Avatar: The Tulkun Rider (Avatar: el jinete de Tulkun).
4. Avatar 5 ⇒ Avatar: The Quest for Eywa (Avatar: la búsqueda de Eywa).

El 7 de mayo del mismo año, Disney retrasó nuevamente los estrenos previstos, quedando del siguiente modo:
1. Avatar: The Way of Water el 17 de diciembre de 2021.
2. Avatar 3 el 22 de diciembre de 2023.
3. Avatar 4 el 19 de diciembre de 2025.
4. Avatar 5 el 17 de diciembre de 2027.

Sin embargo, el 18 de marzo de 2020 James Cameron aplazó indefinidamente el rodaje de las secuelas de Avatar por la pandemia de coronavirus,
retomándose en junio.
El 24 de julio, Disney dio a conocer nuevas fechas y las nuevas películas:
1. Avatar: The Way of Water el 16 de diciembre de 2022.
2. Avatar 3 el 20 de diciembre de 2024.
3. Avatar 4 el 18 de diciembre de 2026.
4. Avatar 5 el 22 de diciembre de 2028.

El 28 de septiembre, Cameron anunció que el rodaje de la secuela había terminado y aclaraba el estado de la tercera parte.
El 16 de junio de 2023, tras el estreno previo de Avatar: The Way of Water, Disney volvió a posponer las siguientes tres entregas:
1. Avatar 3 el 19 de diciembre de 2025.
2. Avatar 4 el 21 de diciembre de 2029.
3. Avatar 5 el 19 de diciembre de 2031.

## Parque temático

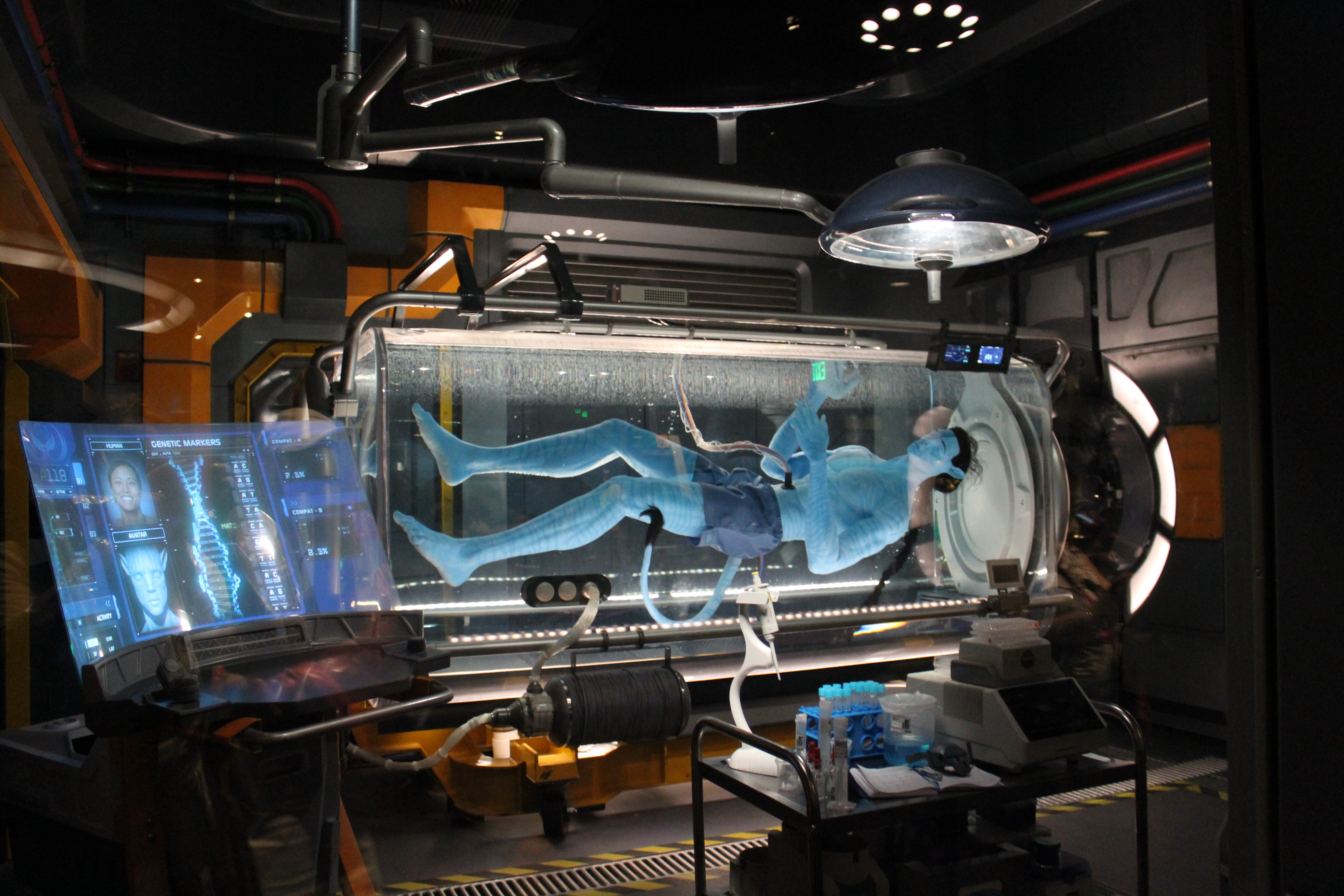
Muestra del parque temático de Disney Pandora, el mundo de Avatar.

Pandora, el mundo de Avatar, el parque temático de Disney inspirado en la película, abrió sus puertas el 27 de mayo de 2017 en Bay Lake, cerca de Orlando (Florida, EE. UU.). Más de seis años y casi 1000 millones de dólares necesitó el grupo Disney para concluirlo. Está situado dentro del Parque Animal Kingdom de Disney y ocupa un espacio de 48.600 metros cuadrados.